# Jesús Ros Piles
Juan Jesús Ros Piles (Torrent, 25 de febrer de 1954) és un polític valencià, diputat a les Corts Valencianes en la V, VI i VII legislatures i alcalde de Torrent (Horta Sud) en dues etapes: la primera entre 1987 i 2004, i una segona entre el 2015 i el 2023.

## Biografia
Als seus inicis fou militant de la Unió Democràtica del País Valencià fins a l'any 1977. Militant del Partit Socialista del País Valencià (PSPV), amb el qual fou escollit regidor a les eleccions municipals espanyoles de 1983 i alcalde a les eleccions municipals espanyoles de 1987, càrrec que ocupà fins a la seua dimissió el 2004 per donar pas al seu company Josep Bresó, tinent alcalde en aquell moment. També ha estat diputat provincial (1983-1987). Fou elegit diputat a les eleccions a les Corts Valencianes de 1999, 2003 i 2007. Ha estat president de la Comissió d'Economia, Pressupostos i Hisenda (1999-2011)
El 2015 va tornar a liderar la candidatura del PSPV a les eleccions locals de Torrent, recuperant l'alcaldia després del parèntesi de governs del Partit Popular (PP). Ros va arribar a l'alcaldia mercè un acord amb Compromís i Guanyant (EUPV-EVPV-ERPV). A les eleccions de 2019 revalidà l'alcaldia però aquesta vegada va rebutjar el suport de Compromís per pactar amb Ciutadans. En la convocatòria de 2023 tornà aconseguir ser el partit més votat a la ciutat tot i que el PP, amb el suport de Vox, es va fer amb la vara de comandament de la ciutat.
Ha treballat com a administratiu de banca a la Caixa d'Estalvis del Mediterrani (CAM), així com ha estat conseller de Caixa Rural de Torrent.